# San Matías (Bolivia)
San Matías è un comune (municipio in spagnolo) della Bolivia nella provincia di Ángel Sandoval (dipartimento di Santa Cruz) con 14.719 abitanti (dato 2010).

## Cantoni
Il comune è suddiviso in 4 cantoni. 
- La Gaíba
- Las Petas
- San Matías
- Santo Corazón